# Pomník laboratorní myši
Památník laboratorní myši (rusky Памятник лабораторной мыши) byl postaven v akademickém městečku v Novosibirsku. Je umístěn v parku naproti Institutu cytologie a genetiky Ruské akademie věd, odhalen byl 1. července 2013 ke 120. výročí založení města. Podle akademika Končalova, ředitele ústavu, pomník symbolizuje díky lidstva za možnost využít živého tvora k výzkumu chorob nutného pro vývoj nových léčiv.

## Popis

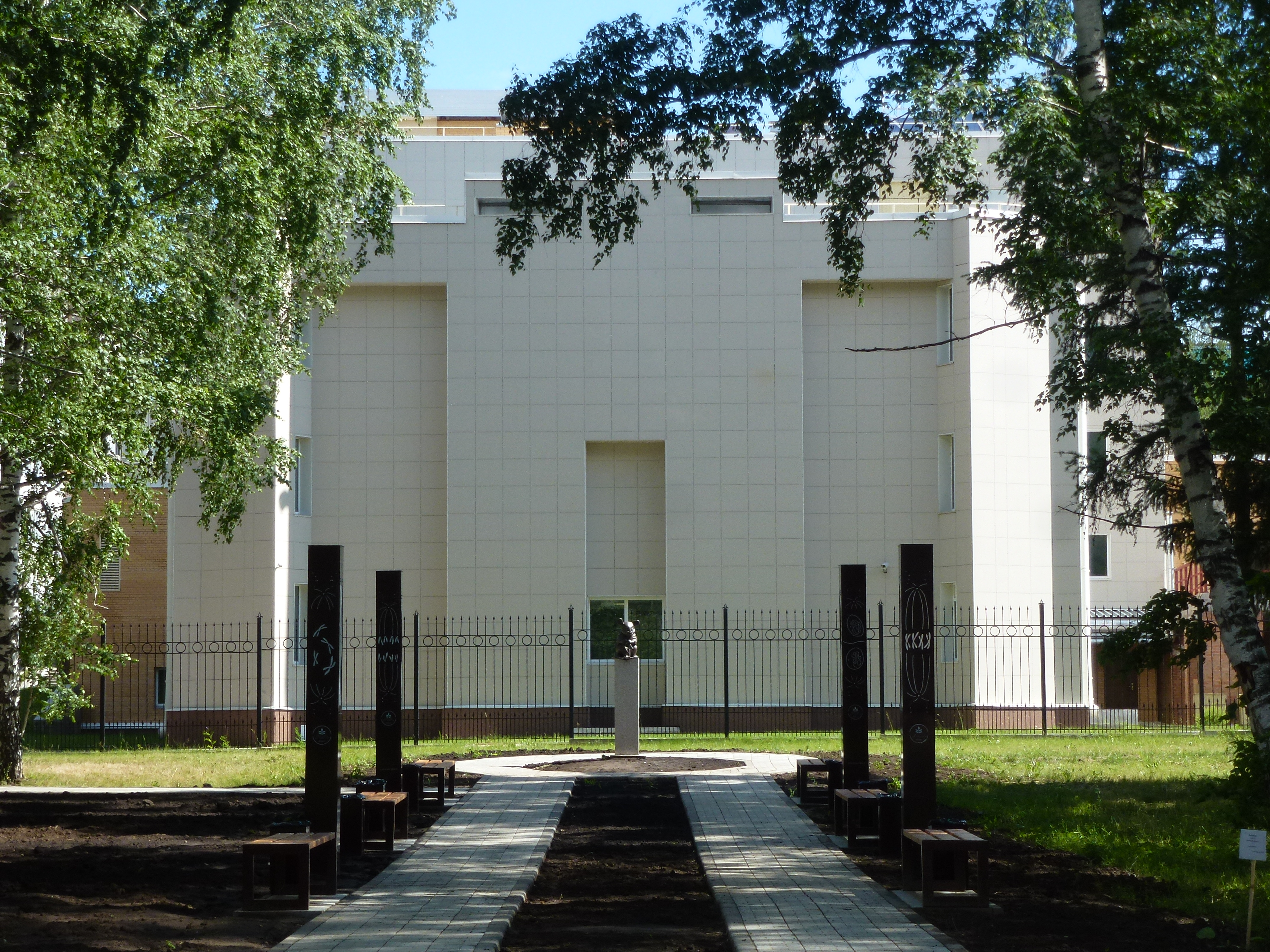
Alej k památníku

Bronzová socha myši o výšce 70 cm sedí na žulovém podstavci a hledí přes brýle na konci nosíku. Výška sochy i s podstavcem je 2,5 m.

## Historie vzniku
Základní kámen byl položen 1. června u příležitosti 55. výročí založení Institutu cytologie a genetiky. Pomník navrhl novosibiřský umělec Andrej Charkevič, který vypracoval více než deset skic. Z mnohých návrhů realistického a stylizovaného zobrazení živého tvora byla zvolena varianta myši nesoucí v tlapkách dvojitou šroubovici DNA.
Zde je spojena představa laboratorní myši a vědce, protože spolu souvisí a slouží jedné věci. Myš je zachycena ve chvíli vědeckého objevu. Zahledíte-li se do jejího výrazu tak uvidíte, že myška už cosi vymyslela. Ale celá symfonie vědeckého objevu, radost, heuréka!, ještě nezazněla.
Andrej Charkevič
Návrh provedl sochař Alexej Agrikoljanskij, který se přiznal, že to nebylo snadné, protože myš není jako člověk a bylo potřebné uvážit emoce, osobnost a vystihnout rovnováhu mezi multikulturním vzorem a opravdovou myší při současném zohlednění anatomických charakteristik.
Sochu odlil z bronzu v Tomsku kovolijec Maxim Petrovyj. Vybral ji Institut genetiky a cytologie, finančně se na ní podíleli institucionální sponzoři.